# Jokadu
Il distretto di Jokadu è un distretto del Gambia nella Divisione del North Bank con 17.850 abitanti al censimento del 2003.

## Società

### Evoluzione demografica
In base ai dati del censimento 1993 la popolazione del distretto era così suddivisa dal punto di vista etnico:
| Etnia       | Abitanti | %     |
| ----------- | -------- | ----- |
| Mandingo    | 2.988    | 22,59 |
| Fulani      | 3.214    | 24,30 |
| Wolof       | 4.983    | 37,68 |
| Jola        | 31       | 0,23  |
| Serahule    | 90       | 0,68  |
| Altre etnie | 1.920    | 14,52 |